# 1877 w polityce

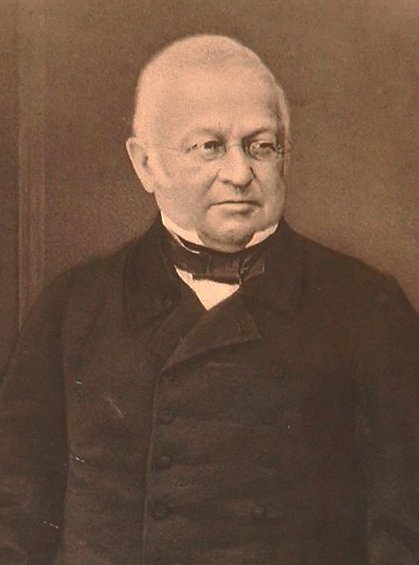
Adolphe Thiers

Wydarzenia polityczne w 1877 roku.

## Wydarzenia
- 8 stycznia Bitwa pod Wolf Mountain, ostatnie starcie Indian kierowanych przez wodza Tashunka Witko (Szalonego Konia) z kawalerią amerykańską[1].

## Urodzili się
- 11 września Feliks Dzierżyński, szef Czeki, radzieckiej służby bezpieczeństwa[2].

## Zmarli
- 3 września Adolphe Thiers, prezydent Francji[3].